# Pseudomimetis sylvatica
Pseudomimetis sylvatica là một loài bướm đêm trong họ Geometridae.